# Hemictenius comatus
Hemictenius comatus är en skalbaggsart som beskrevs av Nikolajev 1975. Hemictenius comatus ingår i släktet Hemictenius och familjen Melolonthidae. Inga underarter finns listade i Catalogue of Life.